# Hachijō Toshihito
Le prince Hachijō Toshihito (八条宮 智仁親王 Hachijō-no-miya Toshihito), né en février 1579 - décédé le 29 mai 1629, est un noble de cour (kugyō) de la période Sengoku de l'histoire du Japon. Toshihito est le frère cadet de l'empereur Go-Yōzei. Après 1588 Toyotomi Hideyoshi adopte Toshihito dans le cadre d'une démarche visant à fortement renforcer les liens entre les Toyotomi et la famille impériale. En 1590, Hideyoshi donne à Toshihito des terres d'une valeur de 3 000 koku et lui confie la responsabilité d'agir en tant que gouverneur de Hideyoshi au Japon pendant que la Chine espère repousser les invasions de la Corée de 1592 à 1593.

## Villa impériale de Katsura et peintres de l'école Kanō
Hachijō Toshihito fait construire la villa impériale de Katsura, ou palais détaché de Katsura, à Kyoto afin d'en faire un lieu d'observation de la Lune. Le peintre Kanō Tan'yū et son atelier a participé à sa décoration. 

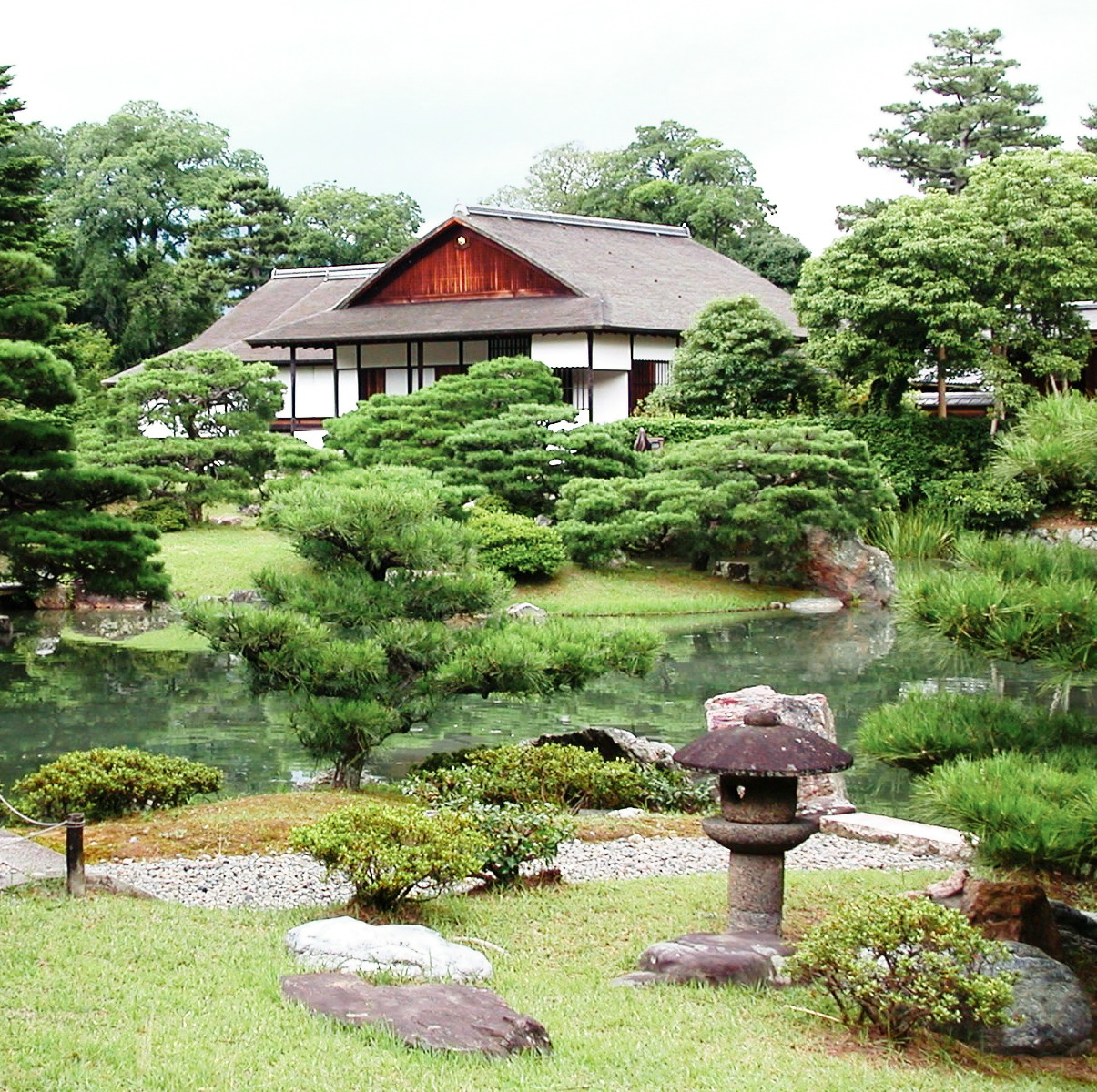
Villa impériale de Katsura, après 1616. Façade principale de l'Ancien Shoin et jardin inspiré par la pensée zen et la cérémonie du thé?

Une autre résidence a été construite à son initiative en 1590 et achevée la même année. Le peintre Kanō Eitoku a effectué la décoration de plusieurs portes coulissantes (fusuma) qui ont été conservées jusqu'à aujourd'hui bien que cette première résidence ait été détruite.

## Source de la traduction
- (en) Cet article est partiellement ou en totalité issu de l’article de Wikipédia en anglais intitulé « Prince Hachijō Toshihito » (voir la liste des auteurs).